# Take Us Alive
Take Us Alive è un doppio album dal vivo del gruppo musicale statunitense Extreme, pubblicato il 4 maggio 2010 dalla Frontiers Records. È stato registrato alla House of Blues di Boston nell'agosto 2009. L'intero concerto è stato filmato professionalmente e distribuito anche in formato DVD.
Il chitarrista Nuno Bettencourt ha svelato: «Volevamo fare qualcosa di veramente speciale per i nostri fan concittadini che ci hanno sostenuto sin dagli inizi... quando suonavamo nei club. Era l'ultima data del tour e non siamo riusciti a pensare alcun modo migliore che festeggiare ritornando nel luogo in cui tutto è cominciato... Boston.»

## Tracce
Testi e musiche di Gary Cherone e Nuno Bettencourt, eccetto dove indicato.
Disco 1
1. Decadence Dance – 8:12
2. Comfortably Dumb – 5:23
3. Rest in Peace – 5:21
4. It ('s a Monster) – 5:29
5. Star – 5:42
6. Tell Me Something I Don't Know – 7:59 (Cherone, Bettencourt, Pat Badger)
7. Medley: Kid Ego / Little Girls / Teacher's Pet – 6:00
8. Play with Me – 9:06
9. Midnight Express – 4:10

Disco 2
1. More Than Words – 7:26
2. Ghost – 4:51
3. Cupid's Dead – 6:58
4. Take Us Alive – 6:04
5. Flight of the Bumblebee – 1:51 (Nikolaj Andreevič Rimskij-Korsakov)
6. Get the Funk Out – 7:37
7. Am I Ever Gonna Change – 6:57
8. Hole Hearted – 4:13

Contenuti extra nel DVD
1. King of the Ladies – Video musicale
2. Interface – Video musicale
3. Run – Video musicale
4. Ghost – Video musicale

## Formazione
- Gary Cherone – voce
- Nuno Bettencourt – chitarre, cori
- Pat Badger – basso, cori
- Kevin Figueiredo – batteria, percussioni